# Manécanterie des Petits Chanteurs de la Vierge noire
La Manécanterie des Petits Chanteurs de la Vierge noire est une chorale de garçons issue de la Manécanterie des Sables créée à Tunis en 1947.

## La Manécanterie des Sables à Tunis
En 1947, Léon Petit (1911-2012), inspecteur des finances, ancien Petit Chanteur à la Croix de Bois dans son enfance, animateur d'une chorale à Gabès avant la guerre, est nommé à Tunis. Il y crée, à la Cathédrale, la Manécanterie des Sables, sous le patronage de Mgr Charles-Albert Gounot et Mgr Maurice Perrin, archevêques de Carthage et primats d'Afrique. Elle se développe rapidement compte jusqu'à une centaine de membres (enfants, adolescents et hommes, Français, Italiens et Maltais) qui assurent les grands offices liturgiques de la Cathédrale. Ils y donnent des concerts d'oratorios avec orchestre. Aux côtés de Léon Petit, les abbés Pierre Aguesse, Aquilina, André Collini plus tard archevêque de Toulouse (de 1978 à 1996), Criblez, Tabone et Attard, assurèrent la charge d'aumônier.
La manécanterie des Sables organise chaque été des tournées et des camps de vacances avec des activités de scoutisme. Elle participe aux Congrès des Pueri Cantores à Rome, Paris, Wurzburg, Londres.
Elle publie un livre de Léon Petit intitulé Deviens Petit Chanteur, qui devient une vraie « bible » pour les manécanteries. On y traite aussi bien de musique chorale que de service liturgique ou de scoutisme. Léon Petit assure des responsabilités au sein de la Fédération française des Petits Chanteurs.
Parmi les membres connus, Bertrand Delanoë rappelle souvent que cette expérience a été « son plus beau souvenir d'enfance ».
Après l'indépendance de la Tunisie en 1956, les Petits Chanteurs rentrent majoritairement en Europe.

## La Manécanterie de la Vierge noire
Léon Petit, qui poursuit sa carrière professionnelle à Paris à partir de 1963, lance la Manécanterie des Petits Chanteurs de la Vierge noire auprès de l'église Saint-Pierre de Neuilly-sur-Seine. Son nom fait référence à la statue médiévale de la chapelle Notre-Dame-de-la-bonne-délivrance chez les Sœurs de Saint-Thomas de Villeneuve dans l'ancien château de Neuilly, tout en conservant la croix à double traverse de l'archevêché de Carthage. Elle fonctionne dans les années 1960, 1970 1980 et 1990. 
Les Petits Chanteurs participent à leur tour à des tournées en France et dans plusieurs pays (Allemagne, Grande-Bretagne, États-Unis, Italie, Pologne) et à des réunions des Pueri Cantores.
Les Petits Chanteurs de la Vierge noire deviennent ensuite un chœur mixte.
Parmi les directeurs ayant succédé à Léon Petit, on peut relever Pierre Balbous, mort en 2004.
De nombreux anciens des deux manécanteries créent leur propre chorale (Petits Chanteurs de Notre-Dame de la Joie à Paris, Petits Chanteurs de Saverne (Francis Moureu de Montaugé), Petits Chanteurs de Cernay, d'autres chorales à Toulon, Nice, Lyon, Strasbourg, Turin, Rome...).